# Innsat.TV

Zwischenzeitliches Innsat.tv-Logo von September 2008 bis April 2009

Innsat.TV war ein oberösterreichischer lokaler Fernsehsender aus dem Innviertel und von 1. Juni 2007 bis Februar 2013 auf Sendung. Der Unternehmenssitz befand sich in Ried im Innkreis.

## Empfang
Das Programm wurde mehrere Stunden täglich auf der Frequenz des Linzer Lokalsenders LT1 über Astra Digital ausgestrahlt.

## Organisation
Verantwortlicher Leiter und Geschäftsführer war Wolfgang Gabler, der seit 1. April 2009 den Sender in eigener wirtschaftlicher
und programmtechnischer Verwaltung führte.

## Geschichte
Innsat.TV startete, von Wolfgang Gabler gegründet, im Juni 2007. Der Sender setzte auf eine Wochendauerschleife und ein einfaches On Air Design. Nachdem der wirtschaftliche Erfolg ausblieb, kam es im September 2008 zu einem Relaunch. Das Programm wurde von nun an tagesaktuell aufbereitet, das On Air Design gänzlich überarbeitet und Georg Feichtenschlager als neuer Leiter präsentiert. Aufgrund der erneut schwierigen wirtschaftlichen Situation verkauften die Gesellschafter im Frühjahr 2009 ihre Anteile großteils an die Invest AG. Mit Wolfgang Gabler kehrte auch wieder das ursprüngliche Programmschema und Design zurück. Man teilte sich ab sofort eine Frequenz mit dem Regionalsender LT1.
Im Februar 2013 stellte der Sender wegen Zahlungsunfähigkeit sein Programm ein. Am Landesgericht Ried wurde Insolvenzantrag eingebracht, die Forderungen der Gläubiger belaufen sich auf 1,248 Millionen Euro.
Der ehemalige Geschäftsführer, Wolfgang Gabler, gründete im November 2019 das Nachfolgeprojekt "INNSAT online". Die optische Aufmachung sowie die inhaltliche Gestaltung der Beiträge entsprechen dabei dem früheren Innsat.TV.

## Programmschema
Der Sender zeigte eine Wochendauerschleife samt Werbung, die um 11, 14, 17 und 21 Uhr wiederholt wurde. Diese bestand aus Vor-Ort-Berichten und Werbung. Dazwischen zeigte der Linzer Sender LT1 sein Programm.